# ポルフォビリノーゲンシンターゼ
ポルフォビリノーゲンシンターゼ（Porphobilinogen synthase）(アミノレブリン酸脱水酵素（ALA dehydratase又はaminolevulinate dehydratase）)は、アミノレブリン酸2分子が不斉縮合することによりポルフォビリノーゲンを合成する。ヘム、クロロフィル、ビタミンB12を含む自然界すべてのテトラピロール類は、ポルフォビリノーゲンを共通の中間体としている。
ポルフォビリノーゲンシンターゼは、ポルフィリン生合成の2番目の反応に関わっている。

## 臨床的な意義
ポルフォビリノーゲンシンターゼの欠損は、ポルフィリン症の稀な原因となる。

## 鉛中毒との関連
鉛中毒は、細胞レベルで作用し、この酵素と結び付き、酵素の機能を無効化する。
鉛中毒における毒性の原因は、酵素の働きを阻害することである。体内に入った鉛は酵素のチオール基（SH基）と強固に結合し、チオール基を有する種々の酵素の働きを阻害する。特に造血組織でポルフォビリノーゲンシンターゼ（アミノレブリン酸脱水酵素）のSH基に結合して貧血を起こすことが典型例。また小児には少量でも神経障害の原因となる場合がある。